# Documenta III

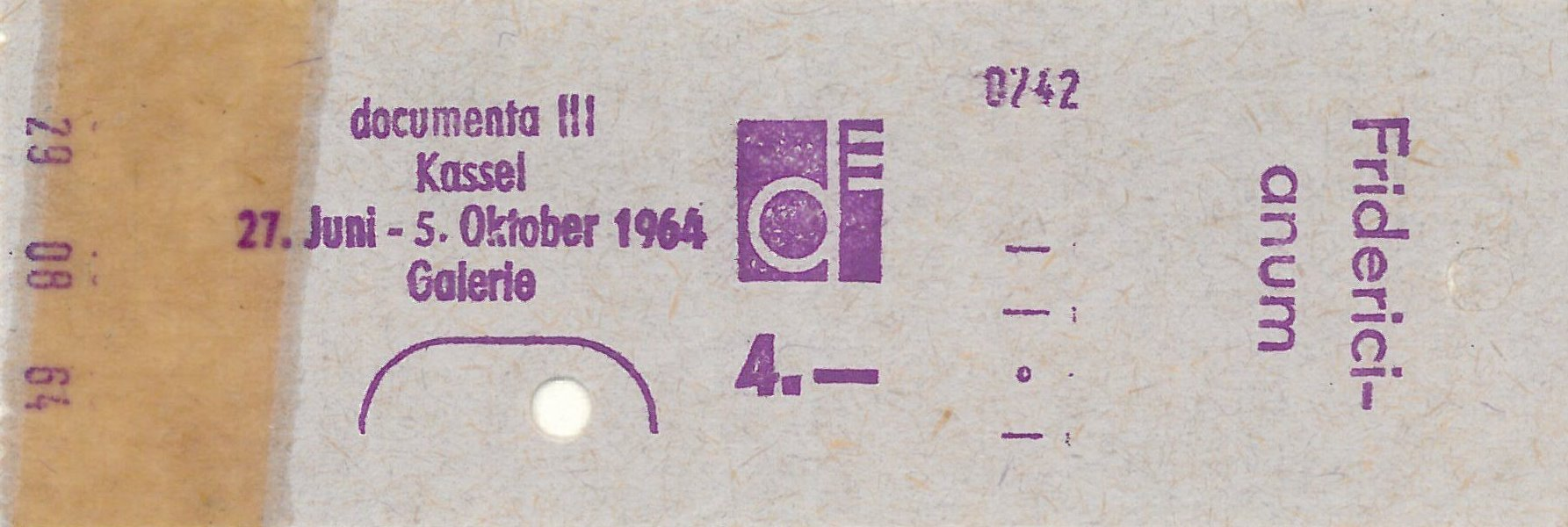
Eintrittskarte zur documenta III vom 29. August 1964

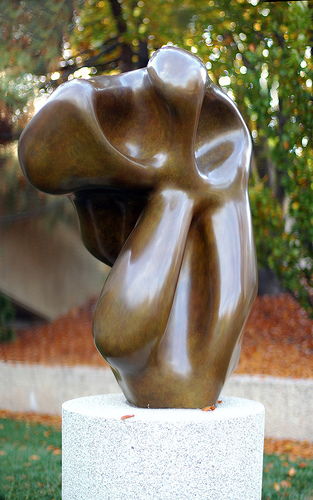
Hans Arp: Evocation Humaine, Lunaire, Spectrale (1950)

Die documenta III internationale Ausstellung wurde letztmals unter der alleinigen Leitung des Duos Arnold Bode und Werner Haftmann vom 27. Juni bis 5. Oktober 1964 in Kassel inszeniert. Der Untertitel „Internationale Ausstellung“ zeigte, dass sich diese vom „Dokumentationscharakter“ ihrer beiden Vorgängerinnen verabschieden wollte. Die documenta III zielte weder auf ein historisches Panorama – wie die erste – noch auf die Breite der zeitgenössischen Produktion, wie die II. documenta.

## Hintergründe

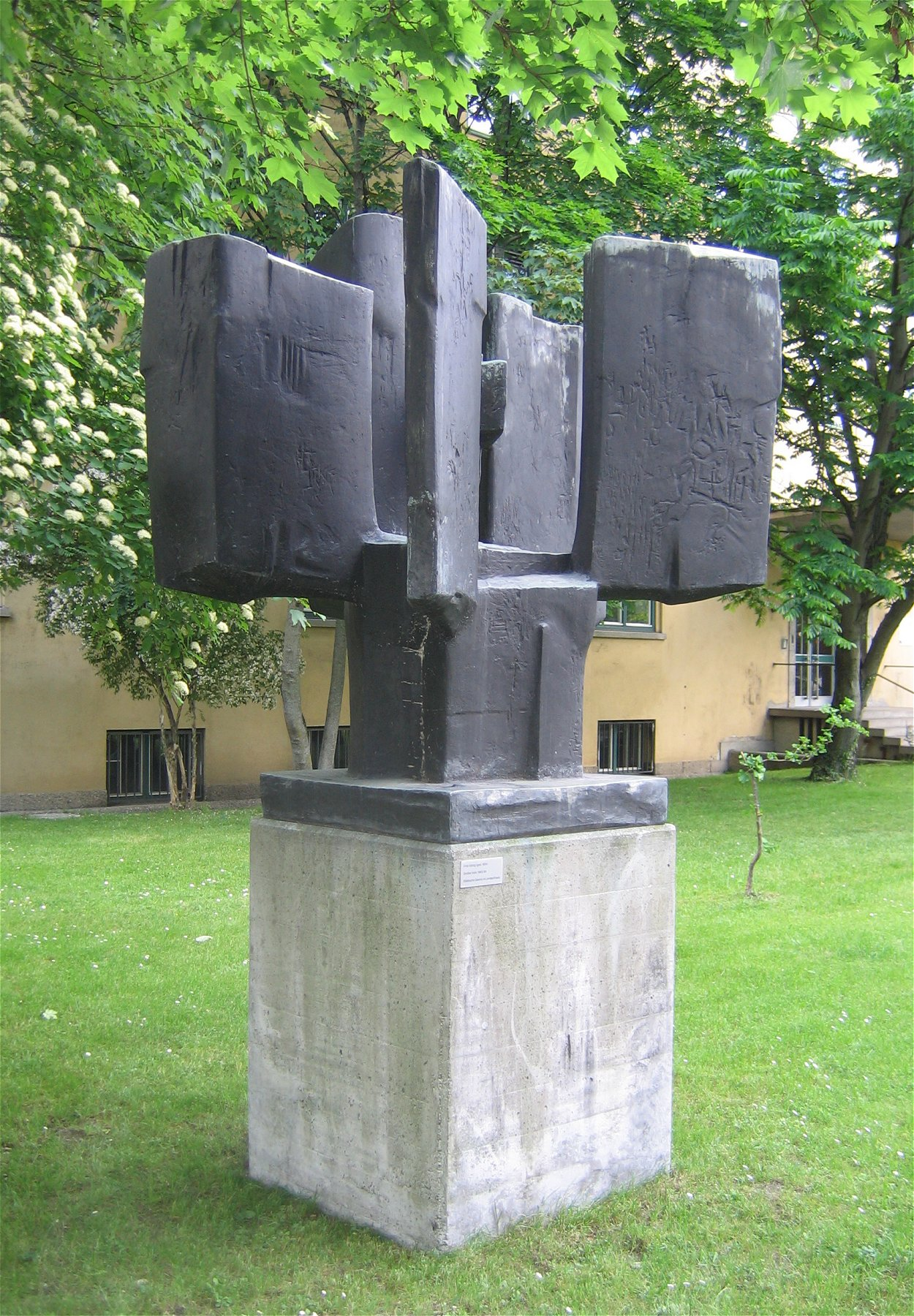
Fritz Koenig: Grosses Votiv (1963/64)

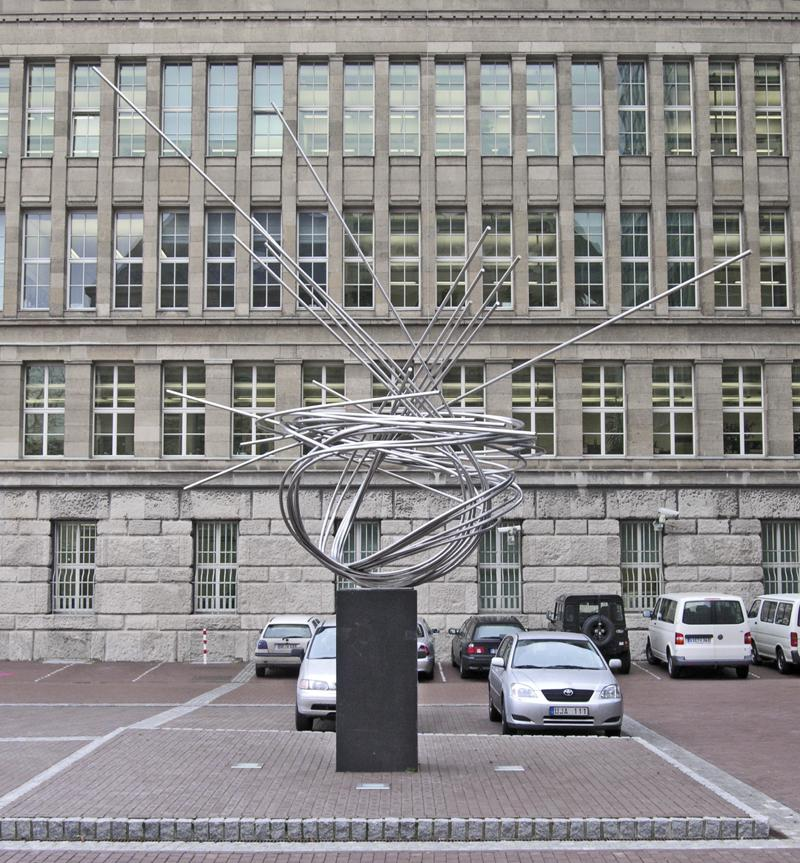
Norbert Kricke: Große Mannesmann (1958/61), damals vor der Orangerie, heute in Düsseldorf

Nach den großen Erfolgen der documenta 1 und der documenta II war die Institutionalisierung der documenta als internationale Ausstellungsreihe für zeitgenössische Kunst nur folgerichtig. Turnusmäßig war die III. documenta für das Jahr 1963 (im vierjährlichen Rhythmus) vorgesehen. Streit über organisatorische und (Macht-)Fragen innerhalb der Trägergesellschaft documenta GmbH (das Land Hessen war mittlerweile Mitgesellschafter geworden) und der Wunsch Arnold Bodes, das Schloss Wilhelmshöhe in die Ausstellung mit einzubeziehen (dessen Restaurierung sich verzögerte), führten dazu, dass eine Realisierung der III. documenta im Jahr 1963 zeitlich nicht mehr möglich war.

## Zielrichtung
Bode und Haftmann wollten bei der III. documenta die Beschränkung auf ‚Qualität‘ und ‚Relevanz‘:

„documenta III hat einen anderen Ansatz, sie läßt sich nicht mehr auf Argument und Gruppe ein. Ihr liegt der einfache Leitsatz zugrunde, daß Kunst das ist, was bedeutende Künstler machen. Sie setzt auf die einzelne Persönlichkeit. Ihr kommt es auf die Reihung von Schwerpunkten an. Ohne vorgefaßte Absicht der Verknüpfung stellt sie Werk neben Werk, Individualität neben Inividualität.“

Es gab Befürchtungen, dass die III. documenta neben der parallel stattfindenden Biennale von Venedig verblassen könnte und dies auch Auswirkungen auf die Besucheranzahl haben könnte. Beide Annahmen waren falsch. Die documenta behauptete sich klar und fortan gefestigt als die „wesentlichere“ der beiden internationalen Kunstausstellungen und verzeichnete mit 200.000 Besuchern einen erneuten Rekord.
Erstmals wird bei der documenta III der Begriff des Museums der 100 Tage geprägt, der das Leitmotiv für alle kommenden documenten und das Motto der Weltausstellung der zeitgenössischen Kunst schlechthin werden sollte:

„Ich möchte die documenta III das „Museum der 100 Tage“ in Kassel nennen. Hier werden die Leistungen der Kunst des 20. Jahrhunderts nicht in einem imaginären, sondern in einem realen Museum sichtbar vor Augen geführt.“

## Ausstellungsorte

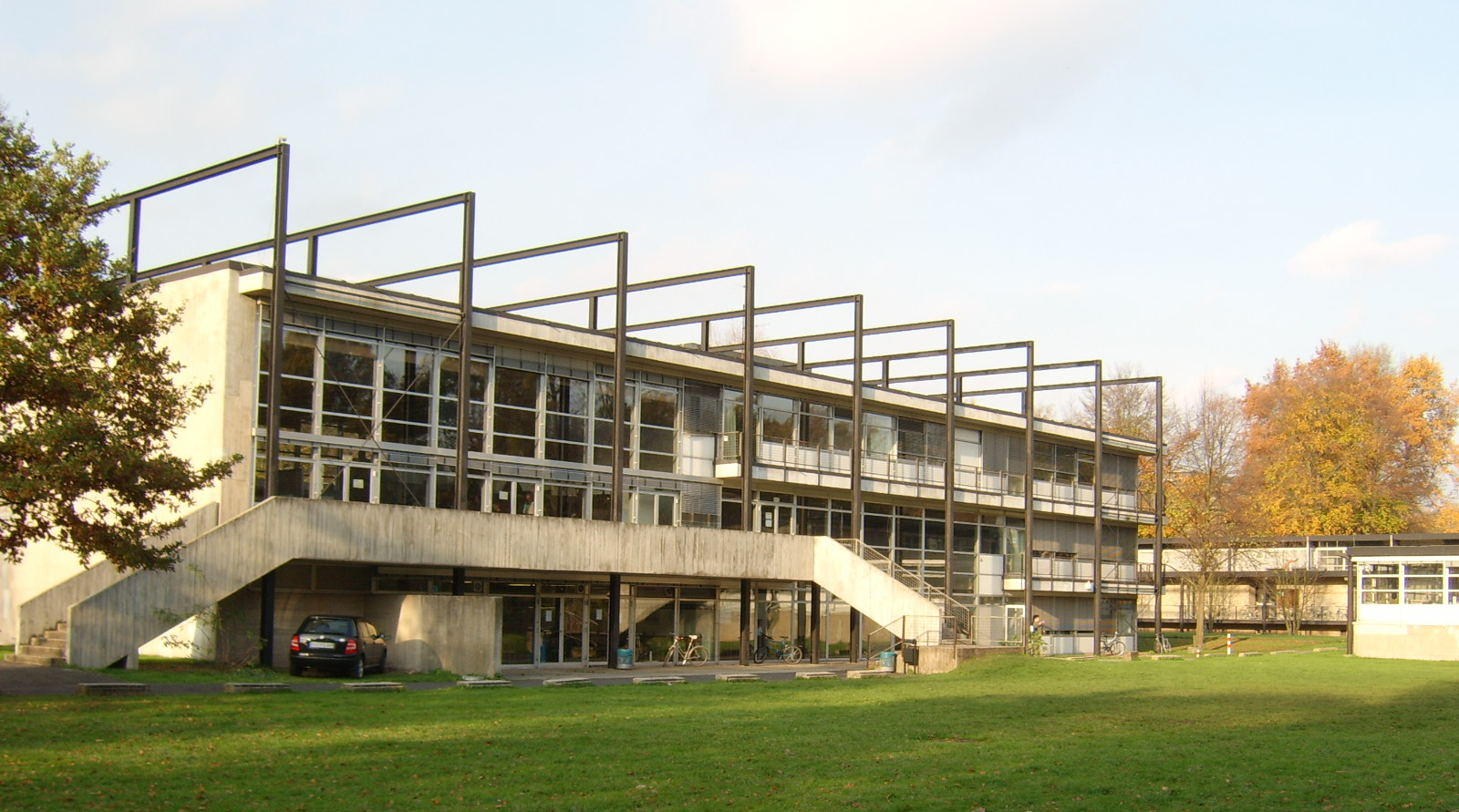
Staatliche Werkkunstschule Kassel

Das bewährte Museum Fridericianum und die Ruine der Orangerie und das Freigelände um die Orangerie herum waren wiederum Zentrum der Ausstellung. Erstmals wurde die „Alte“ Galerie an der Schönen Aussicht, die heutige Neue Galerie, als Ausstellungsort einbezogen.
Mit Verspätung eröffneten am 22. August 1964 die beiden Ausstellungsabteilungen Graphik und Industrial Design in den Räumen der Staatlichen Werkkunstschule Kassel am Rande der Karlsaue.
„Mit der documenta 3 von 1964 hat Arnold Bode sicherlich den Höhepunkt seiner ‚architektonischen Raumregie‘ erreicht. Mehr denn je und explizit steht bei dieser Ausstellung das Erlebnis der Kunst im Mittelpunkt, das delikat inszenierte Verhältnis zwischen Raum, Skulptur, Bild und Architektur, während das Anliegen der Vermittlung in den Hintergrund tritt. Bode geht es um ein sehendes Verstehen, das er mit einer ebenso musealen, auratische Distanz schaffenden wie zugleich experimientierfreudigen und wagemutigen Präsentation der Beiträge zu befördern sucht.“

## Die Kunstwerke

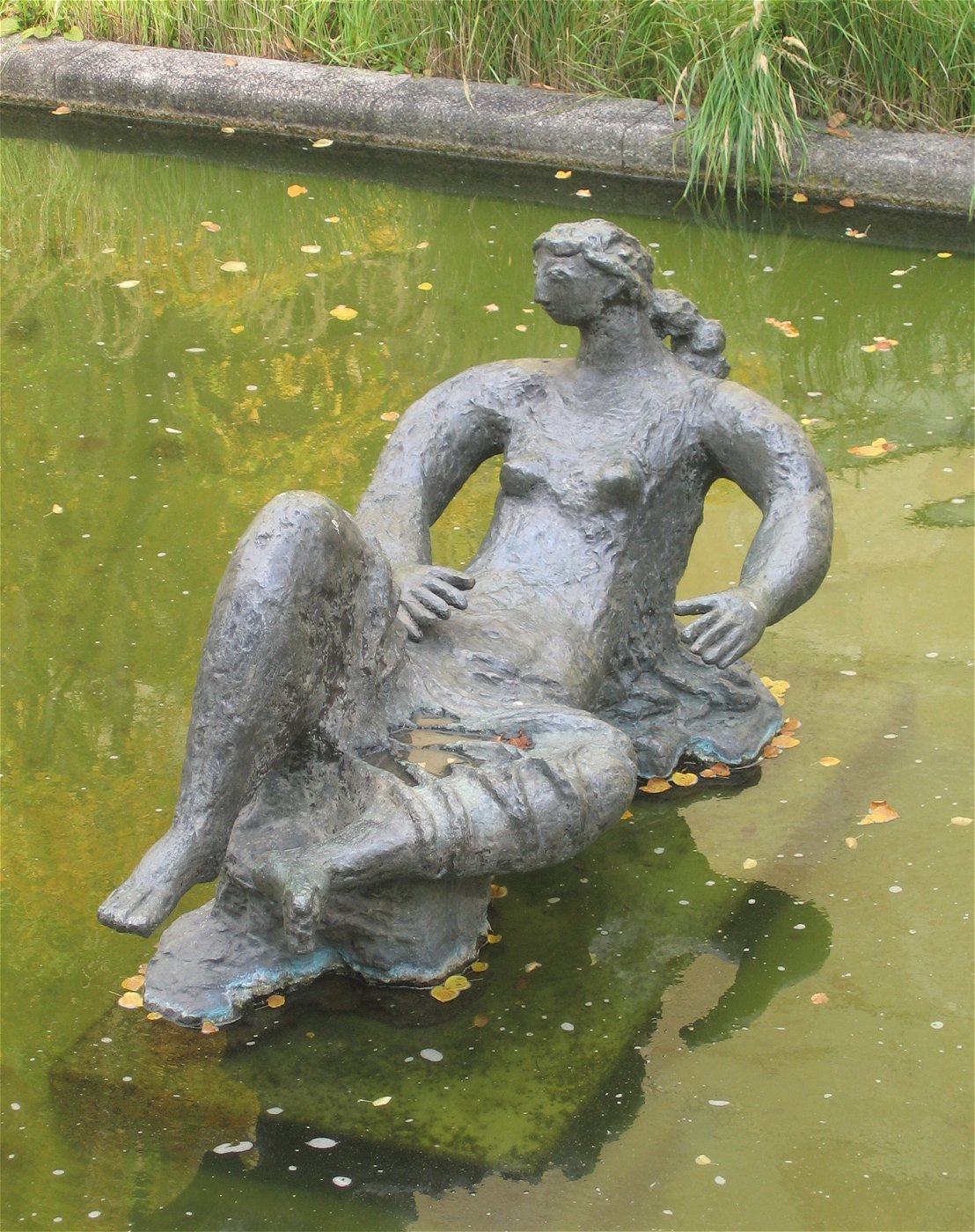
Toni Stadler: Aglaia (1961)

Werner Haftmann widmete die III. documenta ganz dem (großen) Künstler und dem (bedeutenden) Werk. Jüngeren Entwicklungen in der Kunst wurde eine Chance gegeben, z. B. wurden die Anfänge der Pop Art ausgestellt, allerdings eher von Haftmann geduldet als mit Leidenschaft gezeigt. Die documenta III wurde in 5 sogenannten Abteilungen gegliedert:

### Bild und Skulptur im Raum
In der Abteilung „Bild und Skulptur im Raum“ wurde die Frage nach dem Verhältnis zwischen Kunstwerk und Raum neu gestellt. Es wurden Räume geschaffen, die individuell für jedes Kunstwerk definiert waren und eine Symbiose mit der Kunst eingingen. Diese Abteilung war im Wesentlichen den Künstlern der Jahrgänge 1910 bis 1945 vorbehalten. Von bleibender Erinnerung blieben dabei vor allem die revolutionäre Hängung der 3 Bilder im Raum von Ernst Wilhelm Nay, die Bode unter der Decke montieren ließ oder der Sam Francis Raum im Obergeschoss des Fridericianums, der eine dramatische Inszenierung aus Malerei, Plastik und Raum verwirklichte.

### Meisterkabinette
In den Meisterkabinetten im Obergeschoss der Galerie an der schönen Aussicht wurden von 29 bedeutenden Künstlern jeweils 10 bis 15 Arbeiten gezeigt. Es ging dabei nicht um chronologische Inszenierungen, sondern um Werkgruppen und Einzelwerke im Sinne eines charakteristischen Aspekts. In den Meisterkabinetten waren große Künstler wie Jean Arp, Max Beckmann, Marc Chagall, Alberto Giacometti, Oskar Kokoschka, Marino Marini, Emil Nolde, Pablo Picasso, Chaim Soutine oder Wols vertreten.

### Handzeichnungen
In der Galerie an der schönen Aussicht ließ Werner Haftmann im Erdgeschoss Handzeichnungen aus 80 Jahren Kunstgeschichte. Insbesondere die Zusammenstellung der Handzeichnungen gilt als bedeutende kunsthistorische Inszenierung und die Abteilung „Handzeichnungen“ ging damit in die Kunstgeschichte als wichtiges Einzelereignis ein.

### Licht und Bewegung
Aufsehen erregte die Ausstellungsabteilung Licht und Bewegung, die Arnold Bode ohne Rückendeckung des documenta-Rates im Alleingang im Dachgeschoss des Fridericianums inszenierte: „für viele der einzige utopische Funken der documenta III“. Bode hatte im zweiten Obergeschoss erstmals auch junge Künstler versammelt, die der Statik der bildenden Kunst mit mechanischer Bewegung und mit Licht-Spektakeln begegneten und deren Werke, als Kinetische Kunst geführt, überdies zum Teil richtungsweisend für die Op-Art der 1960er Jahre wurden. Diese Abteilung präsentierte Arbeiten von Harry Kramer, Nicolas Schöffer, Jesús Rafael Soto und Jean Tinguely, daneben die von Heinz Mack, Otto Piene und Günther Uecker, den Mitgliedern der Künstlergruppe ZERO, sowie die Rauminszenierungen der Pariser Groupe de Recherche d’Art Visuel.

### Aspekte 1964
In der Abteilung Aspekte 1964 wurden die Werke jüngerer, teilweise weniger bekannter Künstler ausgestellt. Neue Strömungen kamen zur Ansicht und der Schwerpunkt, der bei der Hauptausstellung immer noch auf der Abstraktion lag, wurde in dieser Abteilung nicht angewandt. Die Fortführung des Informel wurde gezeigt, aber auch der neue Realitätsbegriff der Objektkunst. Auch in dieser Abteilung ging es nicht darum ein Panorama zu erzeugen, sondern eine Qualitätsauswahl zu treffen.

### Industrial Design und Graphik
Erst mit leichter Verspätung, am 22. August 1964 eröffnete die 6. (Doppel-)Abteilung „Industrial Design“ und „Graphik“ im Gebäude der Staatlichen Werkkunstschule am Rande der Karlsaue. Die Gesamtverantwortung dieses Ausstellungsbereichs lag bei dem damaligen Direktor der Staatlichen Werkkunstschule Kassel, Jupp Ernst. Arnold Bode wollte mit dieser Themenerweiterung seiner documenta „die Nachbarbeziehungen zwischen Malerei, Skulptur und Handzeichnungen der Gegenwart und ihren die Umwelt unseres Alltagslebens formend durchdringenden Randgebieten zur Diskussion stellen.“

#### Industrial Design
Die Abteilung Industrial Design wurde von Jupp Ernst organisiert, der auch als Ausstellungsarchitekt tätig war. Ernst ließ riesige, niedrige Tische bauen, die mit Teak-Furnier überzogen waren. Auf diesen Tischen wurden die anspruchsvoll gestalteten technischen Geräte ausgestellt. Über den Tischen hingen riesige, speziell entworfene Leuchtelemente aus einem Aluminium-Rastersystem. Es wurden Arbeiten von 20 internationalen Designern gezeigt. Hier wurden zum Beispiel Produkte der Firma Braun, oder von IBM und Olivetti neben Tee- und Kaffeekannen und Besteck von Kay Bojesen oder Stühlen von Arne Jacobsen, Charles Eames oder Gerrit Rietveld gezeigt.

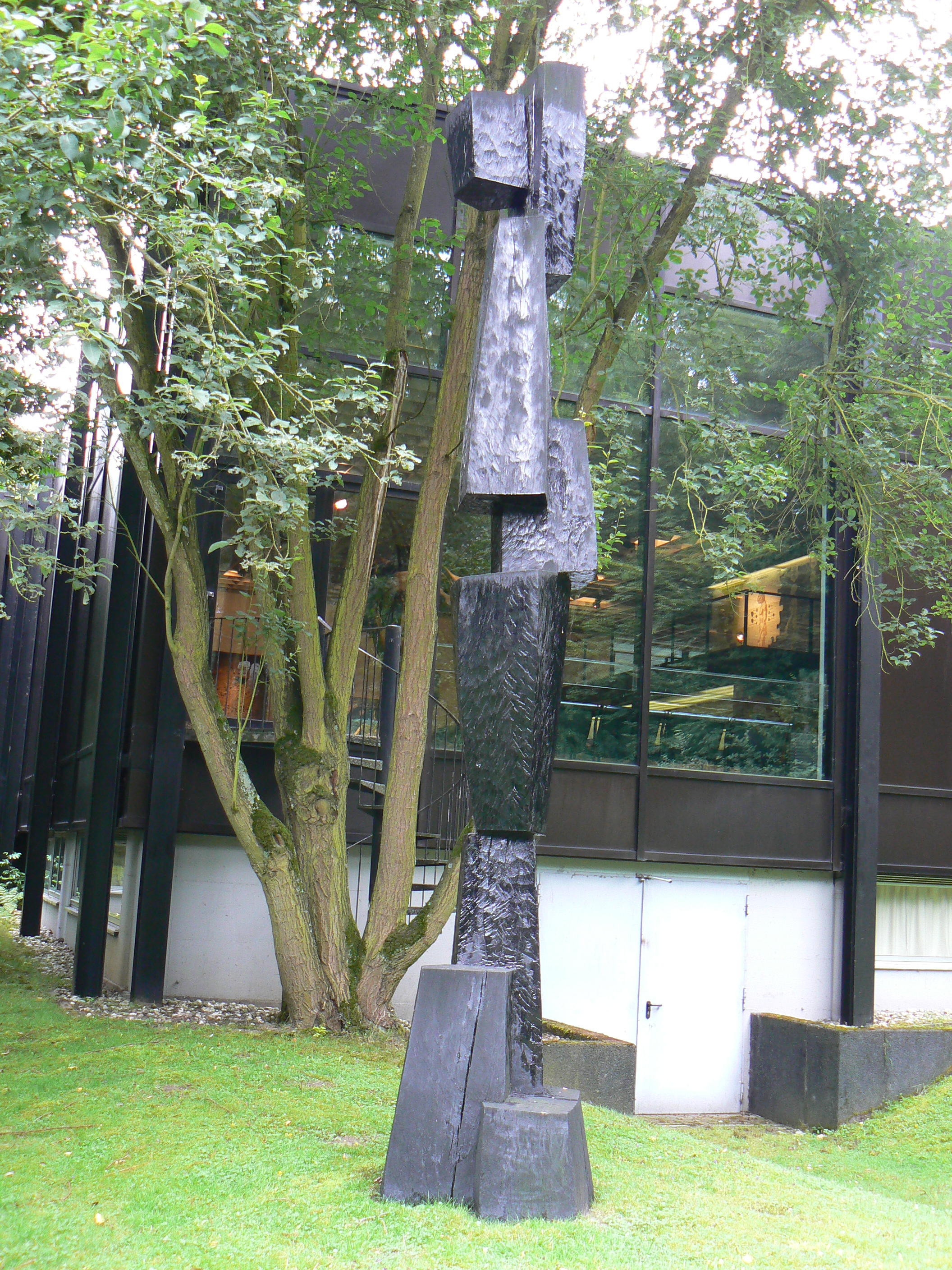
Hans & Klaus Steinbrenner: Grosse Holzfigur (1961)

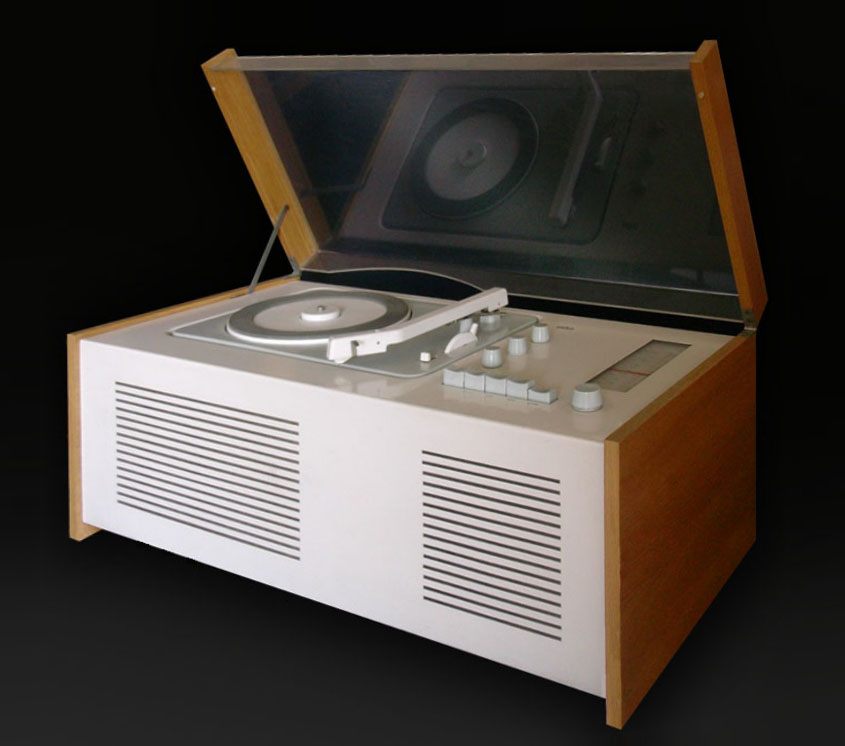
Hans Gugelot: SK 5 von Braun 1958/59
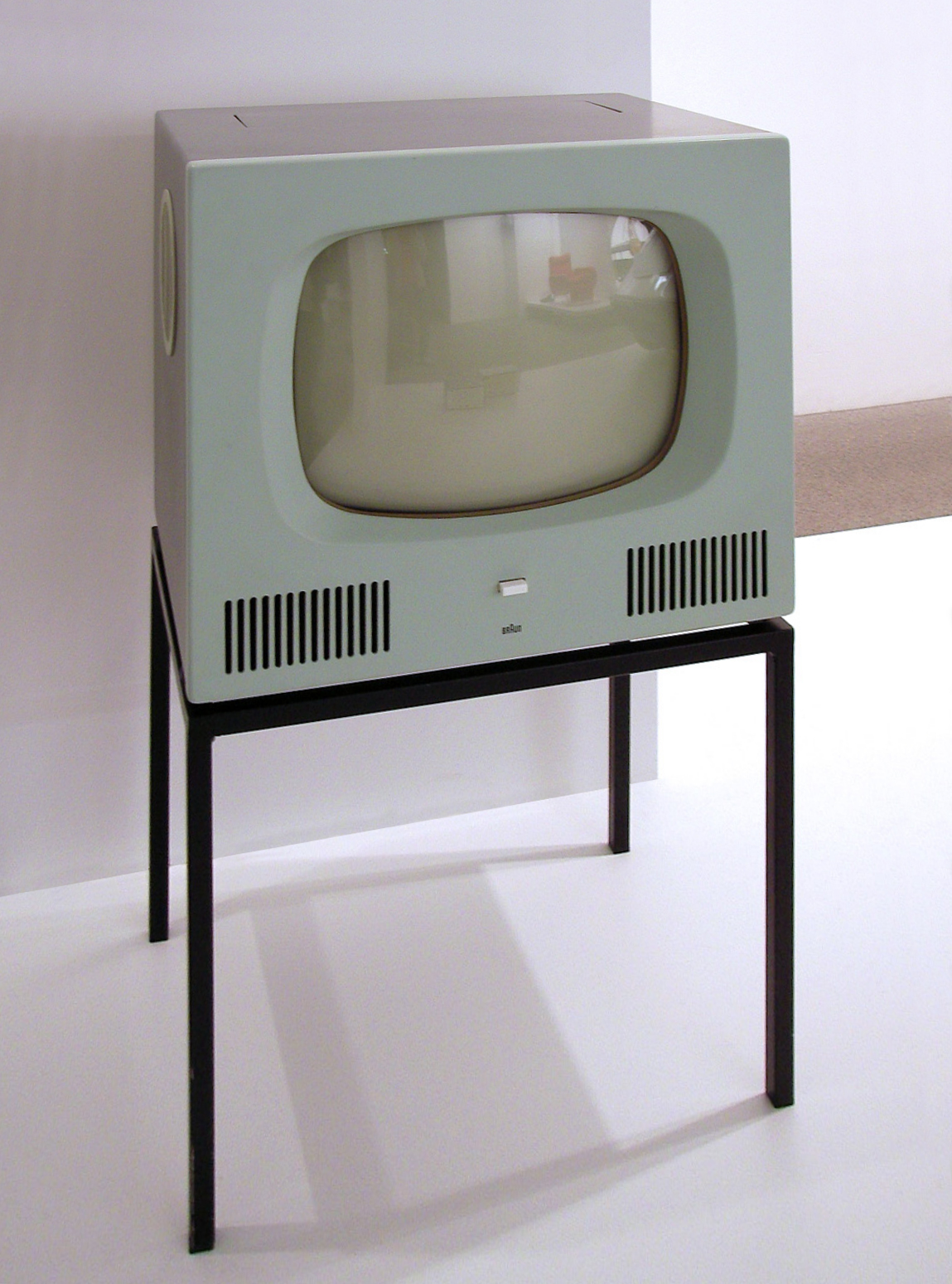
Herbert Hirche: HF 1 von Braun 1958
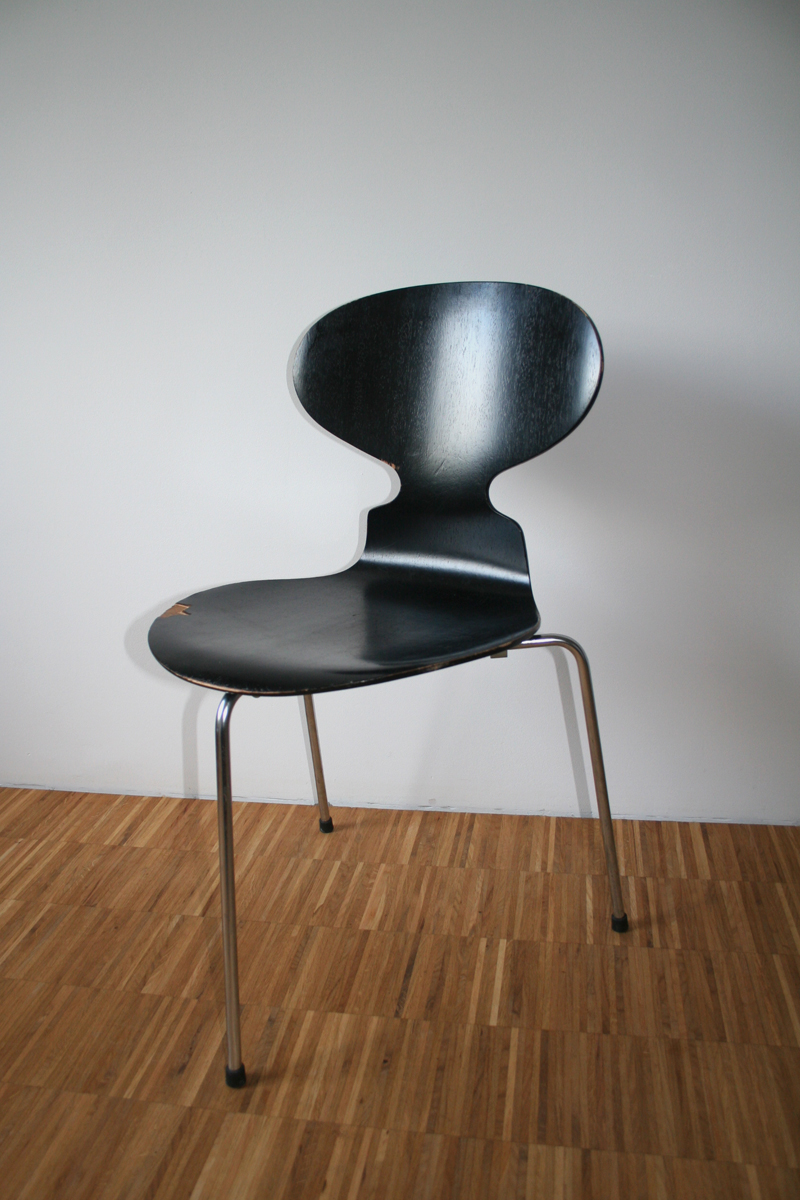
Arne Jacobsen: Ant Chair 1951
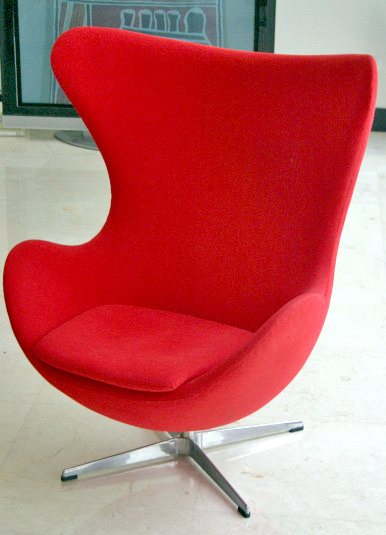
Arne Jacobsen: Egg 1955
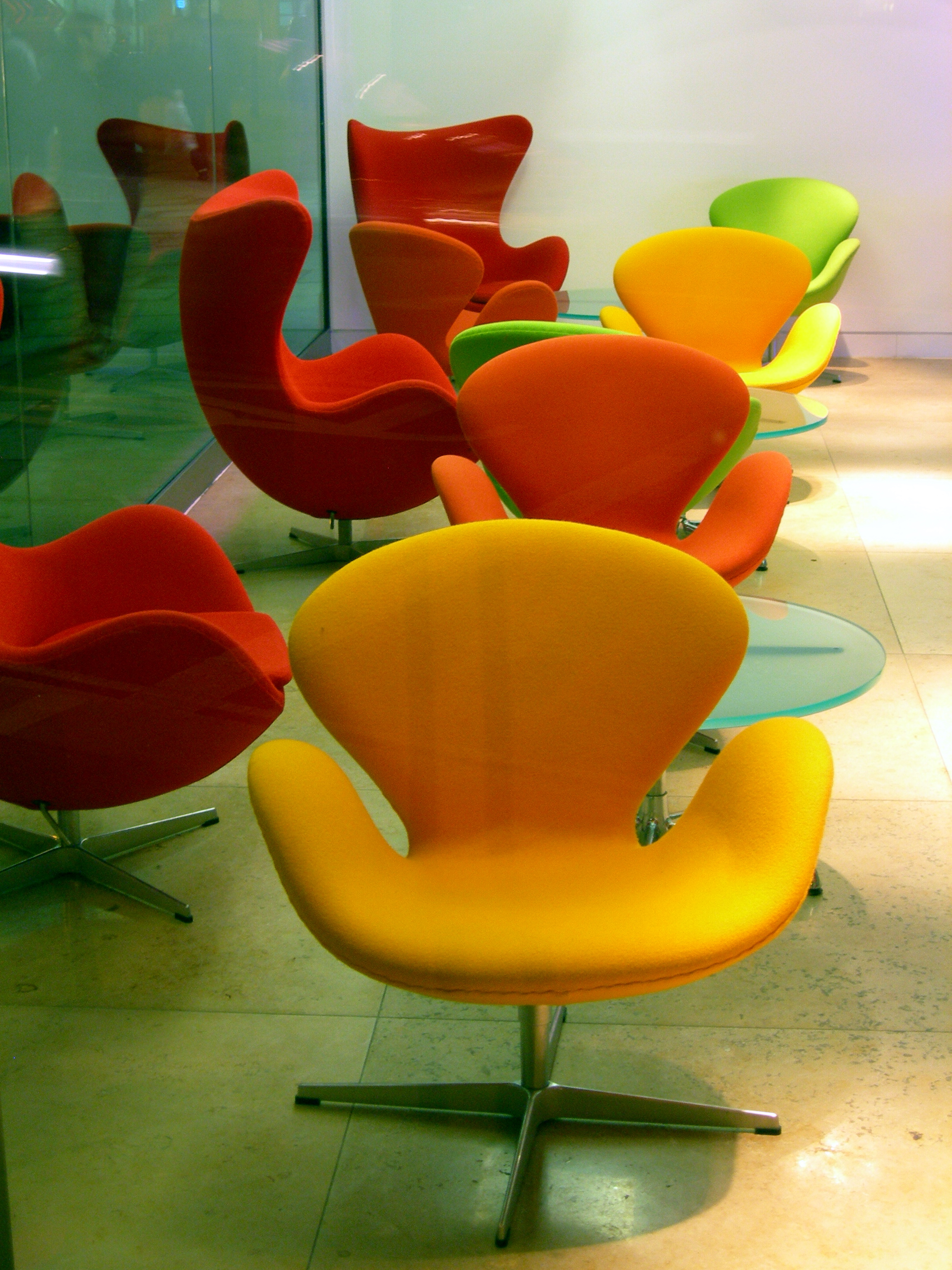
Arne Jacobsen: Egg + Swan Chair 1955/58
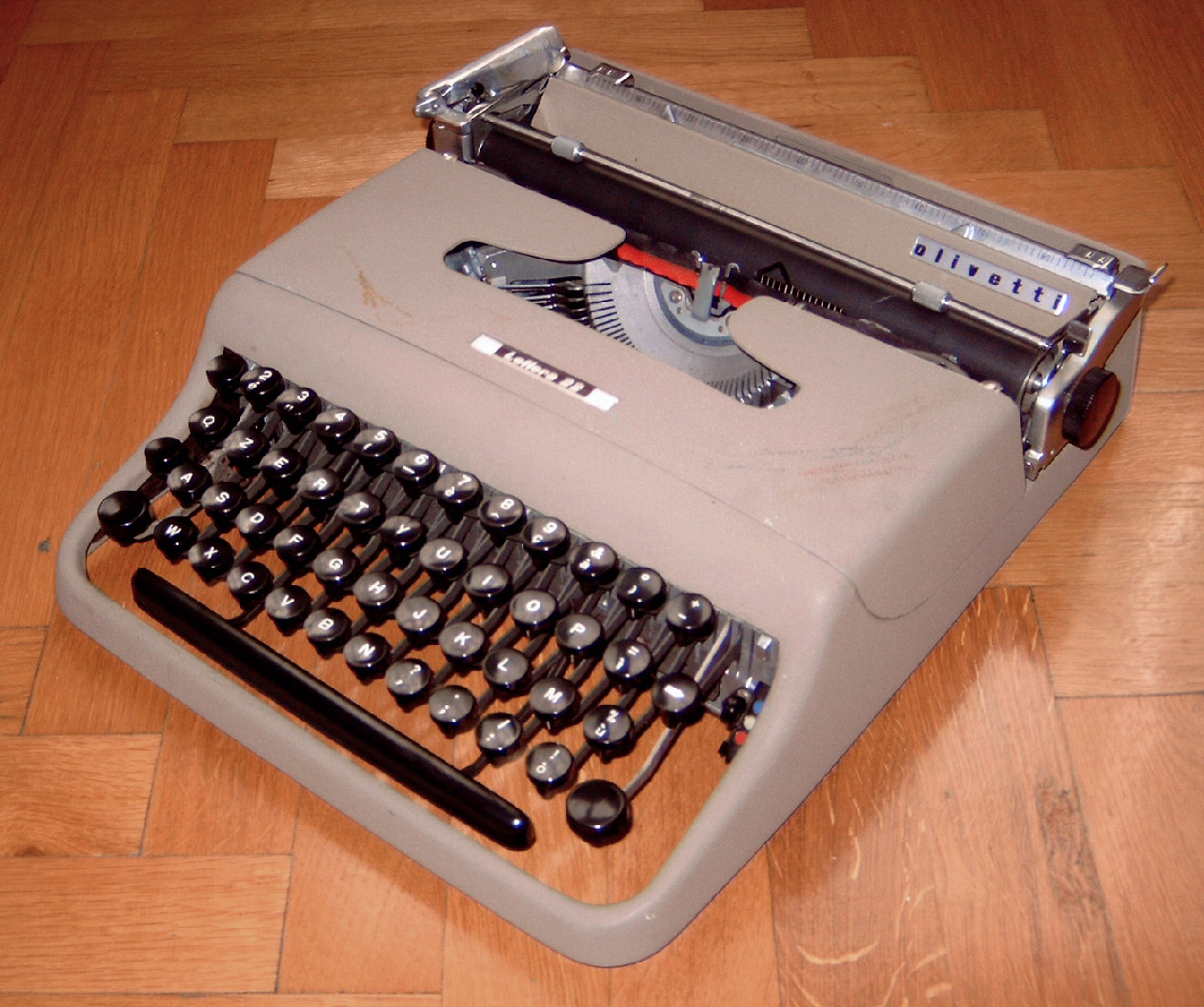
Marcello Nizzoli: Lettera 22 von Olivetti
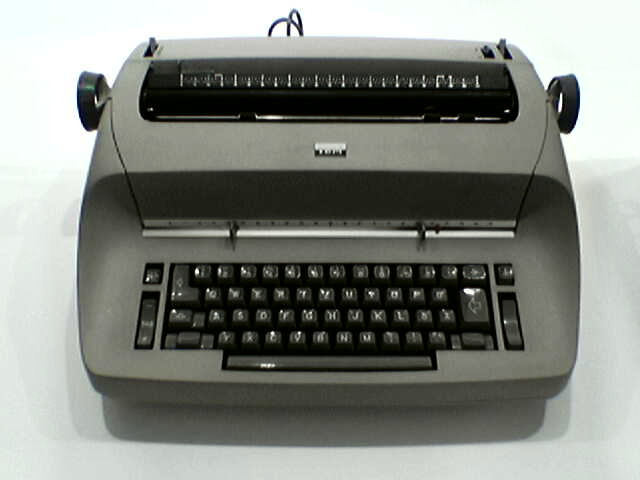
Eliot Noyes: Selectric von IBM 1961
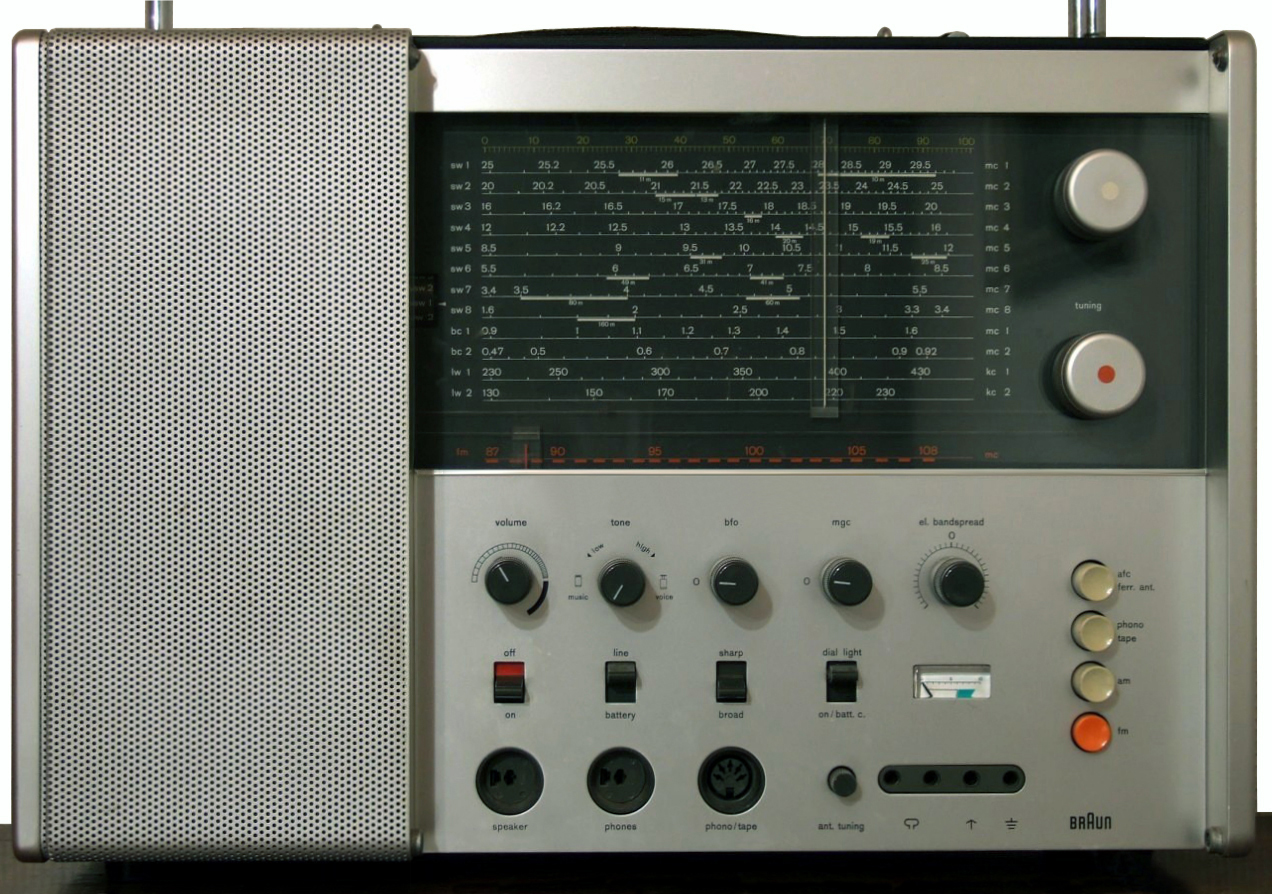
Dieter Rams: Braun T1000 1963
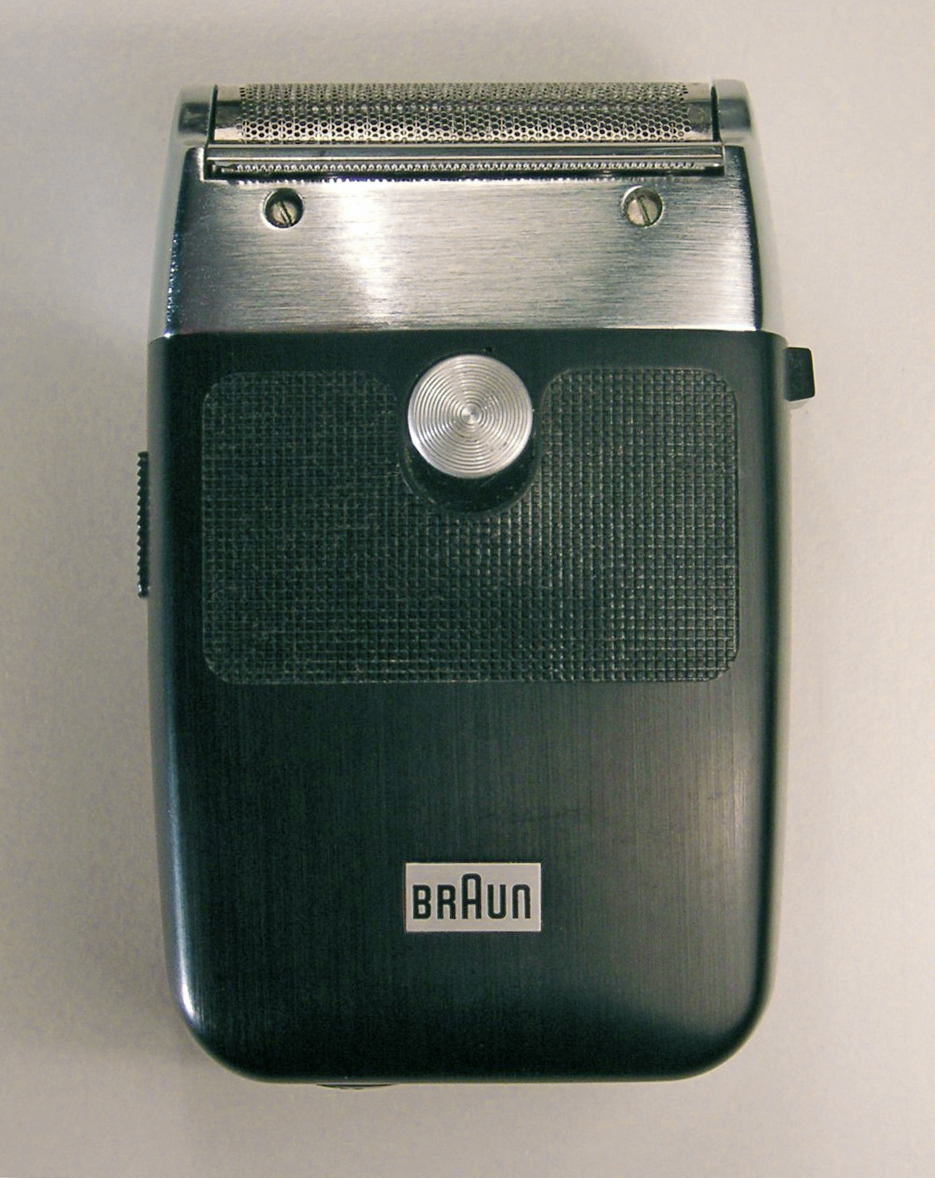
Dieter Rams: Braun Sixtant 1962
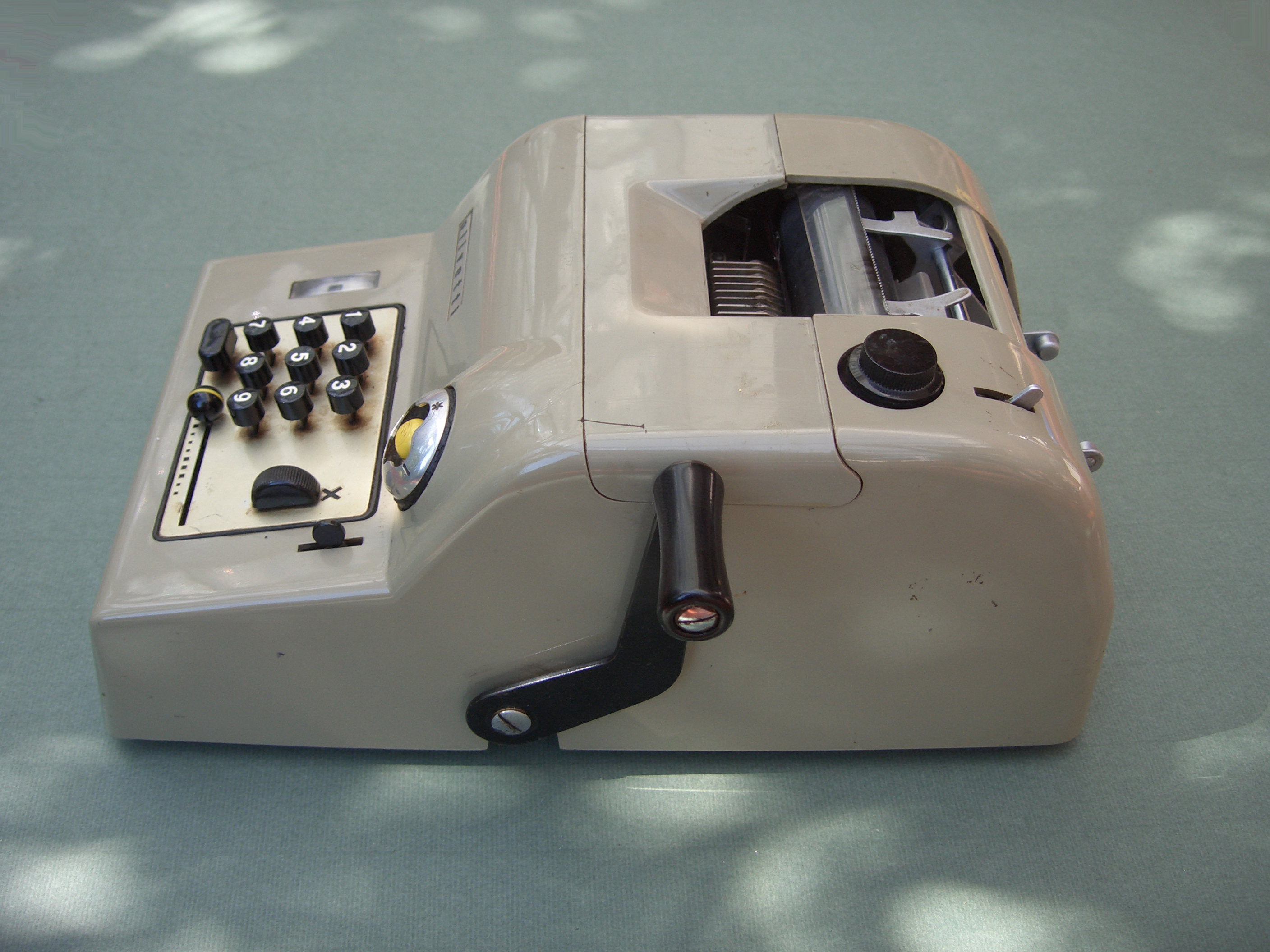
Marcello Nizzoli: Summa 15 von Olivetti
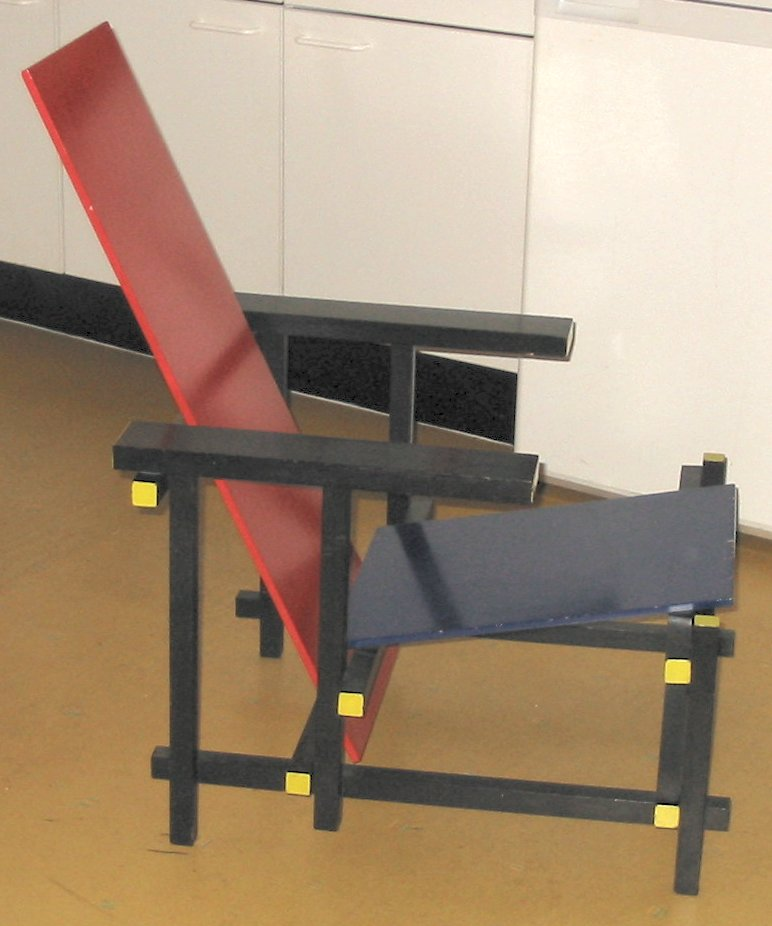
Der Rietveld-Stuhl 1917
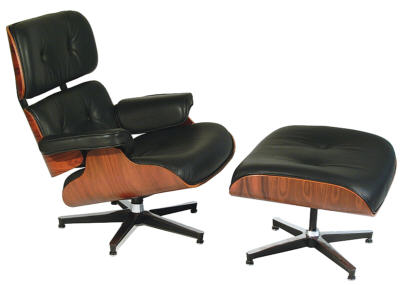
Charles Eames Lounge Chair 1956

#### Graphik
Die, als „sehr lebendig“ beschriebene Abteilung Graphik zeigte vorwiegend Plakate und Poster, ausgewählt von Karl Oskar Blase, als zeitgenössische Arbeiten neben teilweise sehr seltenen Exemplaren, die aus verschiedenen Museen und Sammlungen zusammengestellt waren.
Klassiker der Plakatkunst wie El Lissitzky, A. M. Cassandre oder Marc Chagall, hingen neben Vertretern des japanischen Grafikdesigns, wie Hara Hiromu, Kamekura Yūsaku, Kōno Takashi, Ikkō Tanaka oder Ryūichi Yamashiro mit seinem Plakat Hayashi-Mori, das HAP Grieshaber als „das schönste Plakat der Welt“ bezeichnen sollte. Auch die polnische Plakatkunst mit Roman Cieślewicz, Jan Lenica, Waldemar Świerzy und Stanisław Zagórski wurde neben der internationalen und deutschen Avantgarde wie Klaus Burkhardt, Will Burtin, Hans Georg Hillmann, Herbert W. Kapitzki, Josua Reichert oder Jan Tschichold gezeigt.

## Teilnehmende Künstler
Insgesamt nahmen 361 Künstler an der Ausstellung teil:
| A                               |                             |                                   |                             |                                  |  |
| Valerio Adami                   | Robert Adams                | Hans Aeschbacher                  | Afro (Afro Basaldella)      | Yaacov Agam                      |  |
| Pierre Alechinsky               | Horst Antes                 | Karel Appel                       | Arman (Armand Fernandez)    | Kenneth Armitage                 |  |
| Hans Arp                        | René Auberjonois            | Joannis Avramidis                 | Kenjirō Azuma               |                                  |  |
| B                               |                             |                                   |                             |                                  |  |
| Francis Bacon                   | Ernst Barlach               | Saul Bass                         | Willi Baumeister            | Herbert Bayer                    |  |
| Thomas Bayrle                   | Jean Bazaine                | Max Beckmann                      | Hans Bellmer                | Lucian Bernhard                  |  |
| Janez Bernik                    | Miguel Berrocal             | Joseph Beuys                      | Max Bill                    | Julius Bissier                   |  |
| Roger Bissière                  | Karl Oskar Blase            | Umberto Boccioni                  | Kay Bojesen                 | Pierre Bonnard                   |  |
| Lee Bontecou                    | Constantin Brâncuși         | Georges Braque                    | Rodolphe Bresdin            | Donald Brun                      |  |
| Peter Brüning                   | Klaus Burkhardt             | Alberto Burri                     | Will Burtin                 | Pol Bury                         |  |
| C                               |                             |                                   |                             |                                  |  |
| Alexander Calder                | Jean Carlu                  | Anthony Caro                      | Carlo Carrà                 | A. M. Cassandre                  |  |
| César (César Baldaccini)        | Paul Cézanne                | Lynn Chadwick                     | Marc Chagall                | Avinash Chandra                  |  |
| Eduardo Chillida                | Giorgio de Chirico          | Roman Cieślewicz                  | Emil Cimiotti               | Antoni Clavé                     |  |
| Jean Cocteau                    | Bernard Cohen               | Harold Cohen                      | Paul Colin                  | Pietro Consagra                  |  |
| Constant (Constant Nieuwenhuys) | Lovis Corinth               | Corneille (Cornelis van Beverloo) | Willem Hendrik Crouwel      |                                  |  |
| D                               |                             |                                   |                             |                                  |  |
| Miodrag Djuric (Dado)           | Radomir Damnjanović         | Jean David                        | Alan Davie                  | Robyn Denny                      |  |
| André Derain                    | Charles Despiau             | Otto Dix                          | Eugène Dodeigne             | Piero Dorazio                    |  |
| Jean Dubuffet                   | Marcel Duchamp              | Raoul Dufy                        | Dušan Džamonja              |                                  |  |
| E                               |                             |                                   |                             |                                  |  |
| Charles Eames                   | Thomas Eckersley            | Dick Elffers                      | Martin Engelman             | Michael Engelmann                |  |
| James Ensor                     | Hans Erni                   | Max Ernst                         |                             |                                  |  |
| F                               |                             |                                   |                             |                                  |  |
| Joseph Fassbender               | Gerson Fehrenbach           | Lyonel Feininger                  | Lothar Fischer              | Klaus Flesche                    |  |
| John Forrester                  | Sam Francis                 | Otto Freundlich                   |                             |                                  |  |
| G                               |                             |                                   |                             |                                  |  |
| Horacio Garcia Rossi            | Rupprecht Geiger            | Vic Gentils                       | Nicholas Georgiadis         | Karl Gerstner                    |  |
| Quinto Ghermandi                | Alberto Giacometti          | Werner Gilles                     | Hermann Goepfert            | Roland Goeschl                   |  |
| Vincent van Gogh                | Leon Golub                  | Julio González                    | Arshile Gorky               | HAP Grieshaber                   |  |
| Franco Grignani                 | Juan Gris                   | George Grosz                      | Waldemar Grzimek            | Hans Gugelot                     |  |
| Constantin Guys                 |                             |                                   |                             |                                  |  |
| H                               |                             |                                   |                             |                                  |  |
| Günter Haese                    | Étienne Hajdú               | Otto Herbert Hajek                | Hiromu Hara                 | Hans Hartung                     |  |
| Karl Hartung                    | Erich Hauser                | Josef Hegenbarth                  | Bernhard Heiliger           | Anton Heyboer                    |  |
| Hans Georg Hillmann             | Jochen Hiltmann             | George Him                        | Herbert Hirche              | Paul Van Hoeydonck               |  |
| Rudolf Hoflehner                | Wolfgang Hollegha           | Max Huber                         | Friedensreich Hundertwasser |                                  |  |
| I                               |                             |                                   |                             |                                  |  |
| Jean Ipoustéguy                 |                             |                                   |                             |                                  |  |
| J                               |                             |                                   |                             |                                  |  |
| Arne Jacobsen                   | Bernhard Jäger              | Paul Jenkins                      | Alfred Jensen               | Jasper Johns                     |  |
| Allen Jones                     | Asger Jorn                  |                                   |                             |                                  |  |
| K                               |                             |                                   |                             |                                  |  |
| Yusaku Kamekura                 | Wassily Kandinsky           | Herbert W. Kapitzki               | Edward McKnight Kauffer     | Ellsworth Kelly                  |  |
| Zoltán Kemény                   | Walter Maria Kersting       | Günther Kieser                    | Phillip King                | Ernst Ludwig Kirchner            |  |
| R. B. Kitaj                     | Paul Klee                   | Yves Klein                        | Gustav Klimt                | Franz Kline                      |  |
| Aleksander Kobzdej              | Hans Kock                   | Fritz Koenig                      | Oskar Kokoschka             | Takashi Kōno                     |  |
| Willem de Kooning               | Harry Kramer                | Norbert Kricke                    | Klaus Kröger                | Alfred Kubin                     |  |
| Rainer Küchenmeister            |                             |                                   |                             |                                  |  |
| L                               |                             |                                   |                             |                                  |  |
| Wifredo Lam                     | André Lanskoy               | Berto Lardera                     | Henri Laurens               | Fernand Léger                    |  |
| Wilhelm Lehmbruck               | Jan Lenica                  | Julio Le Parc                     | Herbert Leupin              | Jan Lewitt                       |  |
| Richard Lin                     | Jacques Lipchitz            | Jules Lismonde                    | El Lissitzky                | Wilhelm Loth                     |  |
| Morris Louis                    | Lucebert (L. G. Swansweijk) | Bernhard Luginbühl                |                             |                                  |  |
| M                               |                             |                                   |                             |                                  |  |
| Heinz Mack                      | August Macke                | James McGarrell                   | Aristide Maillol            | Alfred Manessier                 |  |
| Franz Marc                      | Gerhard Marcks              | Marino Marini                     | Albert Marquet              | Étienne Martin                   |  |
| André Masson                    | Gregory Masurovsky          | Henri Matisse                     | Roberto Matta               | Almir Mavignier                  |  |
| Jean Messagier                  | James Metcalf               | Hans Mettel                       | Otto Meyer-Amden            | Brigitte Matschinsky-Denninghoff |  |
| Henri Michaux                   | Hans Michel                 | Ludwig Mies van der Rohe          | Josef Mikl                  | Joan Miró                        |  |
| Paula Modersohn-Becker          | Amedeo Modigliani           | Piet Mondrian                     | Pitt Moog                   | Henry Moore                      |  |
| Giorgio Morandi                 | François Morellet           | Richard Mortensen                 | Robert Motherwell           | Bruno Munari                     |  |
| Edvard Munch                    |                             |                                   |                             |                                  |  |
| N                               |                             |                                   |                             |                                  |  |
| Kazumasa Nagai                  | Jacques Nathan-Garamond     | Ernst Wilhelm Nay                 | Eva Renée Nele              | Rolf Nesch                       |  |
| Louise Nevelson                 | Ben Nicholson               | Erik Nitsche                      | Marcello Nizzoli            | Georges Noël                     |  |
| Isamu Noguchi                   | Emil Nolde                  | Eliot Noyes                       |                             |                                  |  |
| O                               |                             |                                   |                             |                                  |  |
| Richard Oelze                   | Kenzo Okada                 | Christian d’Orgeix                | Alfonso Ossorio             |                                  |  |
| P                               |                             |                                   |                             |                                  |  |
| Eduardo Paolozzi                | Jules Pascin                | Victor Pasmore                    | Alicia Penalba              | Constant Permeke                 |  |
| Celestino Piatti                | Pablo Picasso               | Otto Piene                        | Pierluca                    | Édouard Pignon                   |  |
| Giovanni Pintori                | Filippo De Pisis            | Serge Poliakoff                   | Jackson Pollock             | Giò Pomodoro                     |  |
| Carl Pott                       | Concetto Pozzati            | Heimrad Prem                      |                             |                                  |  |
| R                               |                             |                                   |                             |                                  |  |
| Dieter Rams                     | Robert Rauschenberg         | Odilon Redon                      | Josua Reichert              | Bernard Réquichot                |  |
| Germaine Richier                | George Rickey               | Gerrit Rietveld                   | Jean-Paul Riopelle          | Günter Ferdinand Ris             |  |
| Larry Rivers                    | Auguste Rodin               | Giuseppe Romagnoni                |                             |                                  |  |
| S                               |                             |                                   |                             |                                  |  |
| Willem Sandberg                 | Giuseppe Santomaso          | Antonio Saura                     | Raymond Savignac            | Egon Schiele                     |  |
| Hans Schleger (Zéró)            | Oskar Schlemmer             | Joost Schmidt                     | Wolfgang Schmidt            | Nicolas Schöffer                 |  |
| Paul Schuitema                  | Bernard Schultze            | Emil Schumacher                   | Kurt Schwitters             | Scipione (Maler)                 |  |
| William Scott                   | Gustav Seitz                | Jason Seley                       | Georges Seurat              | Gino Severini                    |  |
| Ben Shahn                       | Paul Signac                 | Mario Sironi                      | David Smith                 | Francisco Sobrino                |  |
| K. R. H. Sonderborg             | Jesús Rafael Soto           | Pierre Soulages                   | Chaim Soutine               | Jannis Spyropoulos               |  |
| Toni Stadler                    | Nicolas de Staël            | Anton Stankowski                  | Joël Stein                  | Hans Steinbrenner                |  |
| Klaus Steinbrenner              | Magnus Stephensen           | Kumi Sugai                        | Richard Süßmuth             | Marko Šuštaršič                  |  |
| Graham Sutherland               | Waldemar Świerzy            | Árpád Szenes                      | Rolf Szymanski              |                                  |  |
| T                               |                             |                                   |                             |                                  |  |
| Jun Tabohashi                   | Shinkichi Tajiri            | Ikkō Tanaka                       | Antoni Tàpies               | Hervé Télémaque                  |  |
| Fred Thieler                    | Jean Tinguely               | Mark Tobey                        | Henri de Toulouse-Lautrec   | Harold Town                      |  |
| Otto Heinrich Treumann          | Hann Trier                  | Heinz Trökes                      | Jan Tschichold              |                                  |  |
| U                               |                             |                                   |                             |                                  |  |
| Günther Uecker                  | Hans Uhlmann                | Reva Urban                        | Andreas Urteil              |                                  |  |
| V                               |                             |                                   |                             |                                  |  |
| Suzanne Valadon                 | Italo Valenti               | Victor Vasarely                   | Emilio Vedova               | Bram van Velde                   |  |
| Maria Helena Vieira da Silva    | Jacques Villon              | Paul Voss                         | Édouard Vuillard            |                                  |  |
| W                               |                             |                                   |                             |                                  |  |
| Wilhelm Wagenfeld               | Hans J. Wegner              | Hendrik Nicolaas Werkman          | Brett Whiteley              | Carl Heinz Wienert               |  |
| Gerhard Wind                    | Fritz Winter                | Tapio Wirkkala                    | Wols                        | Fritz Wotruba                    |  |
| Paul Wunderlich                 |                             |                                   |                             |                                  |  |
| Y                               |                             |                                   |                             |                                  |  |
| Ryūichi Yamashiro               | Sōri Yanagi                 | Yvaral                            |                             |                                  |  |
| Z                               |                             |                                   |                             |                                  |  |
| Stanisław Zagórski              | Piet Zwart                  |                                   |                             |                                  |  |

## Quellen und Literatur

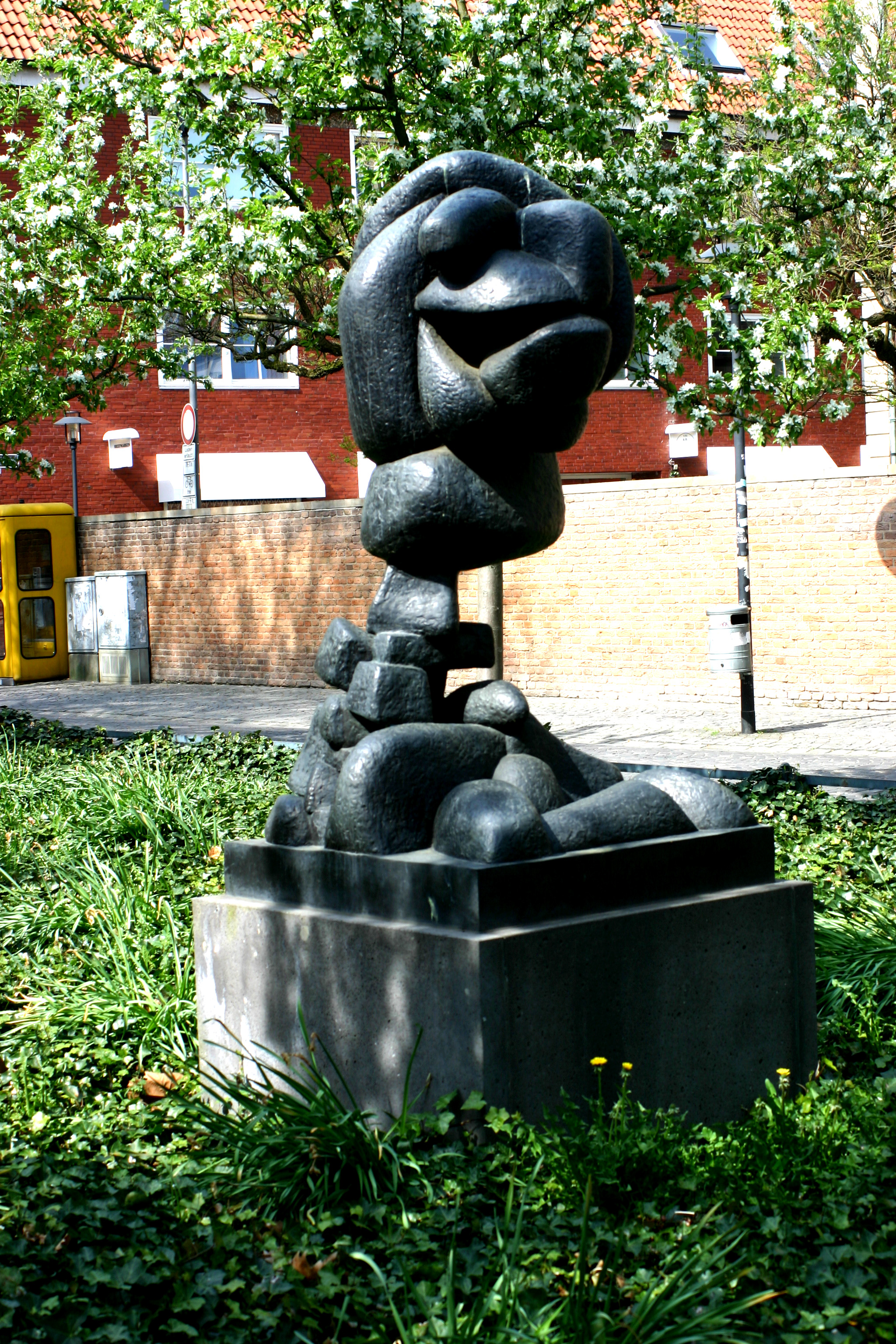
Otto Freundlich: Ascension (1929)